# Herisau
Herisau – gmina miejska (niem. Einwohnergemeinde) w północno-wschodniej Szwajcarii, częściowo siedziba kantonu Appenzell Ausserrhoden. Leży w niemieckojęzycznej części kraju. Mieszczą się tutaj siedziby parlamentu i rządu kantonu, ale organy sądowe znajdują się w gminie Trogen. 31 grudnia 2014 miasto liczyło 15512 mieszkańców. Do 1995 należała do okręgu Hinterland.